# گیرمو اوچوا
فرانسیسکو گیرمو اوچوا ماگانیا (اسپانیایی: Francisco Guillermo Ochoa Magaña‎؛ زاده ۱۳ ژوئیهٔ ۱۹۸۵) بازیکن فوتبال اهل مکزیک است که برای باشگاه سالرنیتانا بازی می‌کند.

## افتخارات

### باشگاهی
آمریکا
- دسته برتر فوتبال مکزیک: ۲۰۰۵
- لیگ قهرمانان کونکاکاف: ۲۰۰۶[۲][۳]

استاندارد لیژ
- جام حذفی فوتبال بلژیک: ۱۸–۲۰۱۷[۴]

زیر ۲۳ سال مکزیک
- مدال برنز المپیک: ۲۰۲۰[۵]

مکزیک
- جام طلایی کونکاکاف: ۲۰۰۹، ۲۰۱۱، ۲۰۱۵، ۲۰۱۹[۶]